# Contea di Anne Arundel
La contea di Anne Arundel, in inglese Anne Arundel County, è una contea dello Stato del Maryland, negli Stati Uniti. La popolazione al censimento del 2000 era di 506 620 abitanti. Il capoluogo di contea è Annapolis. È nota anche come AA o A.A. County.

## Geografia
La contea si trova nella parte centrale dello Stato. A nord e ovest il confine è costituito dal fiume Patuxent, mentre a est la contea si affaccia sulla baia di Chesapeake. il territorio è prevalentemente pianeggiante e la costa è ricca di estuari, come quelli dei fiumi Magothy, Severn, South e West.

### Contee e città confinanti
- Contea di Baltimora - nord
- Baltimora - nord
- Contea di Kent - nord-est
- Contea di Queen Anne - est
- Contea di Talbot - sud-est
- Contea di Calvert - sud
- Contea di Prince George - sud-ovest
- Contea di Howard - nord-ovest

## Storia
La contea fu creata nel 1650 e deve il suo nome a Ann Arundell, moglie di Cecil Calvert, secondo barone di Baltimore e primo governatore della provincia del Maryland.

## Comuni

### City
- Annapolis (capoluogo)

### Town
- Highland Beach

### Census-designated places
| - Annapolis Neck - Arden on the Severn - Arnold - Brooklyn Park - Cape Saint Claire - Crofton - Crownsville - Deale - Edgewater - Ferndale - Fort Meade - Friendship - Galesville - Gambrills - Glen Burnie - Herald Harbor - Jessup | - Lake Shore - Linthicum - Maryland City - Mayo - Naval Academy - Odenton - Parole - Pasadena - Pumphrey - Riva - Riviera Beach - Selby-on-the-Bay - Severn - Severna Park - Shady Side - South Gate |